# Escola de Veterinária da Universidade Federal de Minas Gerais

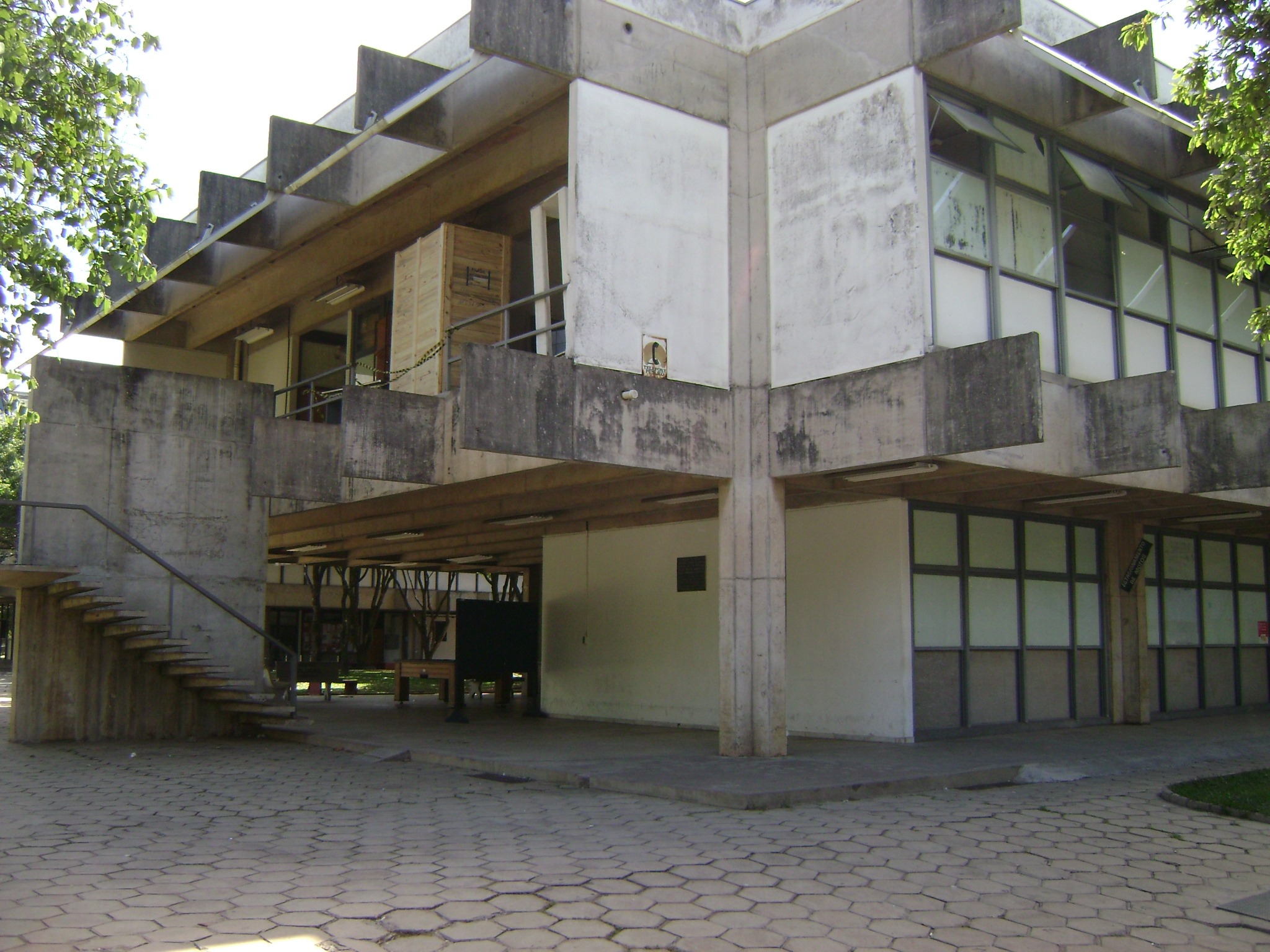
Vista parcial do edifício da Veterinária, na UFMG.

A Escola de Veterinária da Universidade Federal de Minas Gerais, fundada em 1932, ocupa prédio próprio no campus Pampulha desde 1974. Atualmente, oferece dois cursos de graduação, Medicina Veterinária e Aquacultura. Na pós-graduação são oferecidos os cursos de mestrado e doutorado em Ciência Animal e Zootecnia, além da Residência em Medicina Veterinária e um mestrado profissional na área de Defesa Sanitária Animal, em fase de implantação.
Com uma área de 7 hectares, a Escola se divide em quatro departamentos: Clínica e Cirurgia Veterinárias (DCCV), Medicina Veterinária Preventiva (DMVP), Tecnologia e Inspeção de Produtos de Origem Animal (DTIPOA) e Zootecnia (DZOO).
A administração da Escola é realizada pela Diretoria ouvido os órgãos colegiados da instituição, a saber a Congregação, as Câmaras Departamentais e os colegiados de graduação e pós-graduação. Além disso, tem estruturas de apoio, como Seção de Ensino, Almoxarifado, Seção de Pessoal, Setores de Compras, Contabilidade, Patrimônio, Informática e Serviços Gerais.

A unidade conta ainda com uma assessoria de comunicação própria e uma editora, responsável pela publicação de diversos materiais, entre eles os Cadernos Técnicos de Medicina Veterinária e Zootecnia e o Arquivo Brasileiro de Medicina Veterinária e Zootecnia, um dos periódicos científicos da área mais importantes no país.

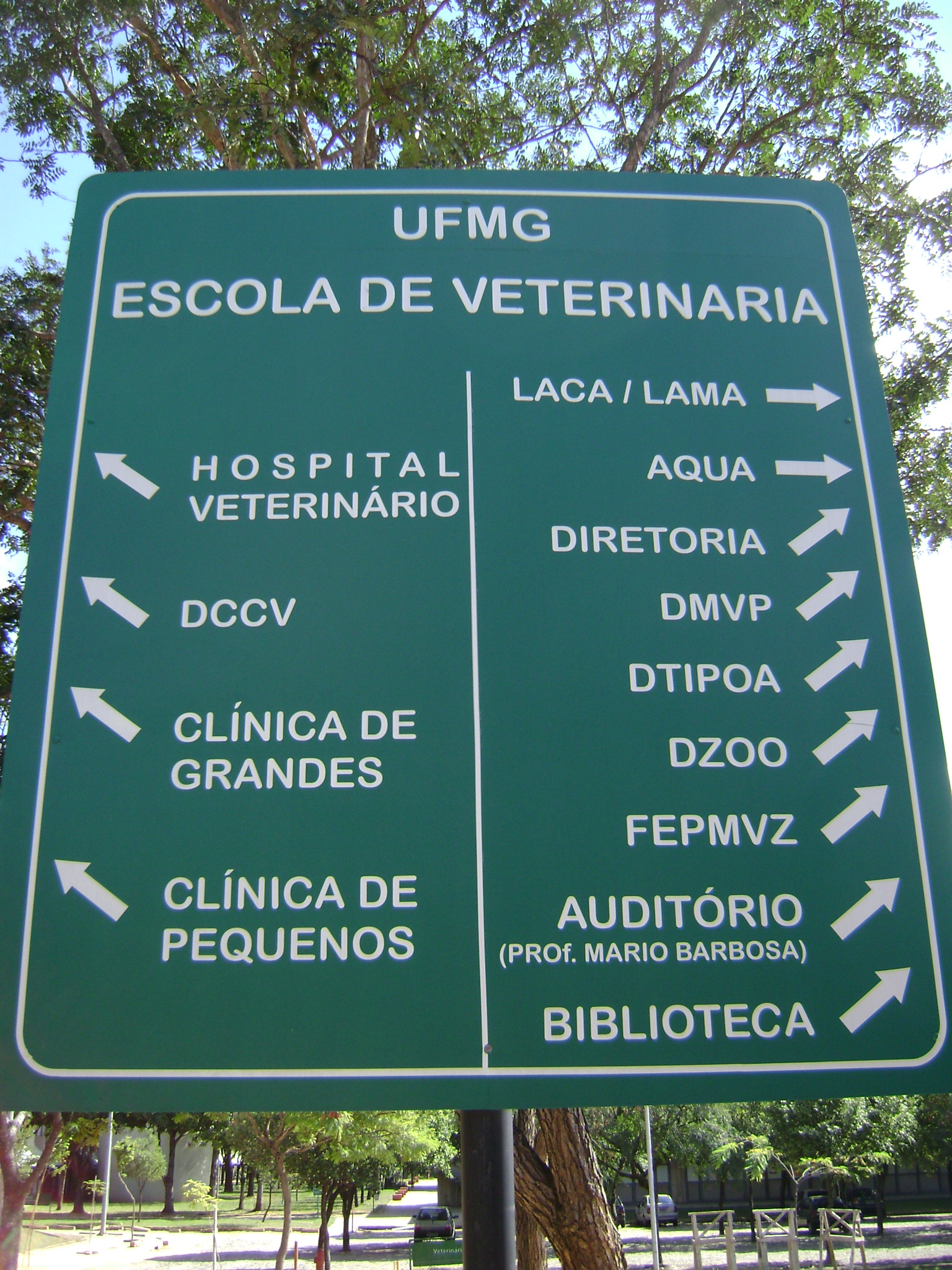
Placa na entrada da escola, na UFMG.

A Escola de Veterinária possui dois órgãos complementares. O Hospital Veterinário se localiza na própria Escola e atende grandes e pequenos animais nas áreas de clínica e cirurgia, com competência em áreas de alta especialização, como dermatologia e ortopedia de animais de companhia. A Fazenda Experimental Prof. Hélio Barbosa, localizada no município de Igarapé, dá suporte ao ensino de graduação e pós-graduação, além de realizar atividades de pesquisa e extensão em áreas como a bovinocultura de leite, avicultura de postura e corte, coturnicultura (criação de codornas), cunicultura (criação de coelhos), forragicultura, equinocultura e suinocultura. Em fase final de transferência, está a Fazenda de Pedro Leopoldo, que deverá ser o terceiro órgão complementar da Escola. A Fazenda é um polo de integração entre diversas unidades da UFMG, a comunidade e a iniciativa privada, também compreendendo atividades de ensino, pesquisa e extensão com foco na aplicação de tecnologias sustentáveis ao ambiente rural.